# Idrija (reka)
Idrija (italijansko Judrio ali Iudrio, furlansko Judri, narečno beneškoslovensko Juruda) je obmejna rečica, ki teče ob državni meji med Slovenijo in Italijo. Ne smemo je zamenjevati z večjo Idrijco ali z istoimenskim slovenskim mestom Idrija.
Idrija je rečica, ki v zgornjem delu teče ob državni meji med Slovenijo in Italijo, kjer deli Brda od Beneške Slovenije. Izvira pod Kolovratom in nato teče proti jugozahodu v Furlansko nižino, kjer se izliva v reko Ter.